# Magnetoenkefalográfia
A magnetoenkefalográfia (MEG) olyan képalkotó eljárás, amely az agy elektromos aktivitása által létrehozott mágneses teret méri, illetve regisztrálja, olyan különlegesen érzékeny detektorokkal, mint a SQUID-ek (superconducting quantum interference). Az eljárás mind a kutatásban, mind pedig a klinikai gyakorlatban használatos. Alkalmazása sokoldalú, mint például egyes patológiák műtét előtti lokalizációja, különböző agyterületek funkcionális feltérképezése, neurofeedback stb.

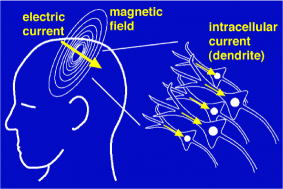
A jelek eredete az agy mágneses mezője, az elektromos áram is termel EEG jeleket

## A MEG története
A MEG-et először 1968-ban alkalmazta az illinois-i egyetem fizikusa, David Cohen. Mivel ekkoriban a SQUID még nem létezett, így érzékelő gyanánt rézből készült indukciós tekercset használt. A mágneses háttérzaj csökkentése érdekében a méréseket mágnesesen árnyékolt helyiségben végezte. A detektor azonban nem bizonyult eléggé érzékenynek, ennek következtében olyan gyenge és zajos MEG jeleket kapott, amelyeket nehéz volt használni. Később, már a MIT-n jobban árnyékolt szobát épített és az első olyan SQUID érzékelők egyikét használta, amelyet James E. Zimmerman, a Ford Motor Company kutatója fejlesztett ki. Ekkoriban a jelek majdnem annyira tiszták voltak, mint az EEG-nél, és felkeltették azoknak a fizikusoknak az érdeklődését, akik a SQUID-ek felhasználási módjait keresték. Így kezdték el használni a MEG-et, valamint mérni a spontán és kiváltott MEG-ek különböző típusait.
Először egyetlen SQUID detektort használtak, hogy több ponton folyamatosan mérjék a mágneses mezőt az alany feje körül. Ez azonban nehézkes megoldás volt, így az 1980-as évektől a MEG gyártók megemelték a tartályban található szenzorok számát annak érdekében, hogy nagyobb területet fedhessenek le a fejből. Napjaink MEG dewarjai sisak alakúak és több mint 300 szenzort tartalmaznak, lefedve a fej legnagyobb részét. Így a MEG felvétele már nagyságrendekkel gyorsabb és hatékonyabb.

## A MEG jel alapja
Ahogy minden elektromos áram mágneses teret is gerjeszt, így az agyon belül az idegsejtekben keletkező áramok is létrehoznak mágneses teret. A MEG által mért szinkronizált neurális áram azonban nagyon gyenge mágneses mezőt indukál. A kérgi tevékenység során mérhető 10 femtoTesla (fT) és a humán alfa-ritmus során mérhető 103 fT például sokkal kisebb, mint a városi környezetre jellemző mágneses zaj, amely általában 108 fT vagy 10 μT.
A biomágnesesség két legfontosabb problémája: a jelek gyengesége, valamint a konkurens környezeti zaj erőssége. A rendkívül érzékeny mérődetektorok, a SQUID-ek kifejlesztése azonban megoldást kínált az előbb említett problémákra. A SQUID-eket az emberi fej körvonalait követve és szférikusan elrendezve egy detektorrendszerbe építik be. Mivel a SQUID-ek szupervezetők és állandó hűtést igényelnek, a detektorokat -269 ˚C-on, folyékony héliumban kell tartani.
Bár a műszer érzékenysége kiemelkedően jó (10-15 Tesla mágneses jelek mérésére is alkalmas), az agyban keletkező mágneses térváltozások mértéke 8-9 nagyságrenddel kisebb, mint a Föld geomágneses tere, amely emiatt jelentősen zavarja a mérést. Így a műszert izolálni kell a Föld geomágneses terétől, és csak egy ezt árnyékolt helyiségben lehet működtetni.
A MEG jelek a neuronok dendritjein végbemenő szinaptikus transzmisszióra jellemző ionáramból származnak. A Maxwell-egyenleteknek megfelelően, bármilyen elektromos áram létrehozhat ortogonális mágneses mezőt. Ez az a mező, amelyet a MEG mér. A áramok dipólusokként tekinthetők, amelyeknek van pozíciója, iránya, nagysága, de téri kiterjedése nincs. A jobbkéz-szabálynak megfelelően a dipólus hozza létre azt a mágneses teret, amely vektor komponensének tengelye körül áramlik.
A detektálható jel kiváltásához 50.000 aktív neuron szükséges. Mivel a dipólusoknak az egymást erősítő mágneses mező létrehozásához hasonló irányúaknak kell lenniük, ezért általában az agykéreg – felszínük felé függőleges – piramidális sejtrétege váltja ki a mérhető mágneses mezőt. Ezek a neuronkötegek a kéreg sulcusaiban helyezkednek el, párhuzamos irányúan a fej felszínéhez, a mágneses jelek pedig a fejen kívül mérhetők. A kutatók különböző jelfeldolgozó módszerekkel kísérleteznek annak érdekében, hogy mély agyi (azaz nem kérgi) detektálható jeleket találjanak, de ez eddig még nem elérhető módszer a gyógyászat számára.
Érdemes megjegyezni, hogy az akciós potenciálok általában nem hoznak létre mérhető mezőt, főként azért, mert az akciós potenciálokhoz kötődő áramok ellentétes irányba áramlanak és így a mágneses mező kiesik.

## Mágneses árnyékolás
Mivel az agy által kibocsátott mágneses jelek gyengék, fontos a külső mágneses jelektől – beleértve a Föld mágneses mezejét – való árnyékolás. A megfelelő mágneses árnyékolást alumíniumból és mumetálból készült helyiséggel lehet elérni, amely csökkenti mind a magas frekvenciájú, mind pedig az alacsony frekvenciájú zajokat.

### Mágneses árnyékoló szoba
A mágneses árnyékoló szoba három fő burkoló rétegből áll. Mindegyik réteg tiszta alumínium rétegből és erősen permeábilis ferromágneses rétegből áll. A ferromágneses réteg 1 mm-es lemezekkel van borítva, míg a legbelső réteg négy, szorosan érintkező lemezből áll, a külső két réteget pedig mindhárom lemez képezi. A mágneses kontinuitást a burkoló csíkok tartják fent.

### Aktív árnyékoló rendszer
Az aktív rendszereket háromdimenziós zajérvénytelenítésre tervezték. Az aktív rendszer kivitelezése érdekében alacsony zajjal jellemezhető elektronikus tájoló (fluxgate) magnetométereket szerelnek fel minden felszín középpontjára, és ortogonális irányba állítják őket.
A zajérvénytelenítéssel mind az alacsony frekvenciájú, mind pedig a magas frekvenciájú zaj csökkenthető.

## Forráslokalizáció

### Az inverz probléma
Az agyi aktivitás lokalizációja érdekében olyan folyamatosan fejlődő jelfeldolgozó technikákat használnak, amelyek az aktivitás forráslokalizációját a fejen kívül mért mágneses mező segítségével becsülik fel. Ezt nevezik inverz problémának. Az elsődleges technikai nehézség az, hogy az inverz problémának nincs megoldása (azaz végtelen számú lehetséges „helyes” válasz van), és a legjobb megoldás megtalálása önmagában intenzív kutatás tárgya. Az adekvát megoldások az agyi aktivitás előzetes ismeretét feltételező modellekből származnak.
A forrásmodellek vagy túldetermináltak, vagy pedig aluldetermináltak. Egy túldeterminált modell kevés pontszerű forrásból áll, amelyek lokalizációját az adatokból becsülik meg. Az aluldeterminált modelleket olyan esetekben használják, ahol sok különbözően felosztott terület aktiválódott; illetve több lehetséges és érvényes felosztás is magyarázhatja a mérési eredményeket, amelyek közül a legvalószínűbbet választják ki.
Néhány kutató úgy véli, hogy a komplexebb forrásmodellezés növeli a megoldás minőségét. Ez valóban csökkentheti a becslés robusztusságát és növelheti a „forward-típusú” modell hibák hatását.
Sok kísérletben egyszerű modelleket használnak, csökkentve a lehetséges hibaforrások számát és a megoldáshoz szükséges komputációs időt. A lokalizációs algoritmusok az adott forrásokat és a fő modelleket használják fel a mögöttes fokális mezőgenerátor lokalizációjához.
Alternatív módszert jelent még a független komponens analízis (ICA), amely először a források elkülönítését végzi el – a forward modell alkalmazása nélkül –, majd egyenként lokalizálja az elkülönített forrásokat. Ez a módszer bizonyíthatóan javítja az adatok jel-zaj arányát úgy, hogy pontosan elkülöníti a nem neuronális zajforrásokat a neuronális forrásoktól, valamint ígéretesnek bizonyult a fokális neuronális források szegregálásában is.
A lokalizációs algoritmusok egymás utáni finomítással működő túldeterminált modelleket használnak. A rendszert az első becslés inicializálja. Ezután elindítanak egy komputációs hurkot, amely a forward modellt használja annak érdekében, hogy generálja azt a mágneses mezőt, amely az aktuális becslésből származna. Majd igazítják a becslést, hogy csökkenjen a becsült és a mért mező közötti különbség. Ezt a folyamatot a konvergenciáig ismétlik.
Egy másik megközelítés figyelmen kívül hagyja az inverz problémát és az aktuális becslést rögzített helyen végzi. Ez a módszer a beamforming technikát használja fel. Az egyik ilyen megközelítés a Synthetic Aperture Magnetometry (SAM), amely a szenzoros csatornák lineáris súlyozását használja egy adott célpont lokalizációjához. Míg a SAM az idői tartományt és a dipólusok nemlineáris illeszkedését használja, más megközelítések a jelek és a lineáris dipólus illeszkedés Fourier-transzformációját alkalmazzák. Az így megközelített forrásokkal a nagy agyi hálózatok szinkronizációját becsülik meg.

### Alkalmazás
Alapkutatásokban a módszer felhasználható az agyfelszínen keletkező mágneses dipólusforrások lokalizációjára. Segítségével feltérképezhető a szenzoros és a motoros agykérgi területek topográfiai szerkezete, valamint a magasabb kognitív funkciókban részt vevő kérgi területek működése.
A neurológiai gyakorlatban jól használható epilepsziás fókuszok lokalizálására vagy idegsebészeti beavatkozások előtt az érintett területek funkcionális feltérképezésére.

## A MEG előnyei
Közvetlenül alkalmas az agyi funkciók mérésére, más képalkotó eljárásokkal (PET, fMRI, SPECT) ellentétben.
Időbeli feloldóképessége gyakorlatilag megegyezik az egysejt-regisztráció feloldásával, vagyis a milliszekundumos tartományba esik. Így az agyban keletkező mágneses térváltozásokat kiemelkedően jó időbeli feloldással lehet követni. Ugyanakkor a műszer felépítése miatt térbeli feloldóképessége általában 5 mm alá vehető, és csak az agyfelszínen keletkező mágneses térváltozásokat tudja lokalizálni.
Téri felbontása és pontossága viszonylag jó. A forrásokat milliméter pontosságban képes lokalizálni.
Nem invazív eljárás, nincs szükség sem radioaktív izotópok beadására, sem pedig röntgensugár alkalmazására. Így például csecsemőkön is biztonsággal alkalmazható.

## A MEG hátrányai
A hűtés miatt nagyon drága eljárás.
Az akciós potenciálok megfigyelésére nem alkalmas, mivel azok gyakran ellentétes irányúak, és kölcsönösen kioltják egymás mágneses terét.
Mély agyi struktúrák vizsgálatára (eddig még) nem alkalmas.

## Lásd még
- LORETA eljárás

## Fordítás
- Ez a szócikk részben vagy egészben  a   Magnetoencephalography című angol Wikipédia-szócikk fordításán alapul.  Az eredeti cikk szerkesztőit annak laptörténete sorolja fel. Ez a jelzés csupán a megfogalmazás eredetét és a szerzői jogokat jelzi, nem szolgál a cikkben szereplő információk forrásmegjelöléseként.